# كينسي ناكاجيما
كينسي ناكاجيما (باليابانية: 中島 賢星) (23 سبتمبر 1996 في ساغا في اليابان – )؛ هو لاعب كرة قدم ياباني سابق كان يلعب كلاعب وسط.

## وصلات خارجية
- كينسي ناكاجيما على موقع رابطة كرة القدم اليابانية للمحترفين (اليابانية)
- كينسي ناكاجيما على موقع قاعدة بيانات كرة القدم.إي يو (الإنجليزية)
- كينسي ناكاجيما على موقع Soccerway.com (الإنجليزية)
- كينسي ناكاجيما على موقع عالم كرة القدم.نت (الإنجليزية)
- كينسي ناكاجيما على موقع كووورة